# Johann August Nebe
Johann August Nebe (auch August Nebe; * 23. April 1775 in Halle (Saale); † 11. September 1854 in Karlsbad) war ein deutscher lutherischer Geistlicher, Theologe und Pädagoge.

## Leben
Nebe war als Sohn des Inspektors der deutschen Schulen in Halle Johann Friedrich Nebe (* 16. Juli 1736 in Marienwerder; † 1. März 1812 in Halle (Saale)), und dessen Frau Sophie Wilhelmine Auguste geb. Wagner (* 3. September 1746 in Straußfurt; † 17. Juni 1814 in Halle (Saale)) geboren. Seine Bildungslaufbahn wurde von seinem Onkel August Hermann Niemeyer beeinflusst. Er durchlief das Pädagogium Halle und anschließend an der Universität Halle unter anderem das Studium der Theologie. Zu seinen Lehrern zählten sein Pate Friedrich August Nösselt und Friedrich August Wolf. Sein Studium schloss er mit der Promotion zum Dr. phil. Ab 1800 war er auf einer Studienreise durch die Schweiz und das nördliche Italien, auf der er auch Johann Caspar Lavater kennenlernte. Nach seiner Rückkehr war er als Inspektor am Franckeschen Waisenhaus tätig, bevor er 1802 Pastor in Krumpa wurde. 1814 erfolgte seine Ernennung zum Superintendenten in Frauenprießnitz.
Nebe wurde in Frauenprießnitz von Großherzog Carl August von Sachsen-Weimar-Eisenach in Begleitung von Johann Wolfgang von Goethe besucht, nachdem der Ort an Sachsen-Weimar-Eisenach übergegangen war. In der Folge erhielt er 1816 einen Ruf nach Eisenach als Oberpfarrer, Generalsuperintendent und Oberkonsistorialrat. In diesen Ämtern war er bis zum 1. Juli 1853 tätig, wobei er mit der Auflösung des Oberkonsistoriums in Eisenach 1849 nur noch Titulargeneralsuperintendent war. Daneben war er Ephorus des Eisenacher Gymnasiums, Direktor des neueingerichteten Schullehrerseminars, an dem er auch lehrte, sowie Direktor der von ihm mitgegründeten Bürgerschule. Später wurde ihm als Schulrat die Leitung der Kirchen- und Schulangelegenheiten des Eisenacher Kreises übertragen. Außerdem war er Vizepräsident und Präsident des Oberkonsistoriums in Eisenach.
Nebe erhielt 1817 von der Theologischen Fakultät der Universität Halle-Wittenberg die Ehrendoktorwürde (Dr. theol. h.c.). Außerdem wurde ihm durch Großherzog Carl August das Ritterkreuz und durch Großherzog Carl Friedrich von Sachsen-Weimar-Eisenach 1839 das Kommandeurskreuz des Hausordens vom Weißen Falken verliehen.
Sein Neffe Wilhelm Rein wurde von ihm erzogen.

## Werke (Auswahl)
- Homilien für Landgemeinen, größtentheils bei Trauerfällen und bei der Feier des Abendmahls, Waisenhaus, Halle 1799.
- Freimüthige Beleuchtung einer merkwürdigen Begebenheit unsrer Tage, des Übertritts des Grafen Friedrich Leopold zu Stolberg zur römisch-katholischen Kirche: Mit Bemerkungen über katholischen Glauben und Religiosität, Gräff, Leipzig 1801.
- Johann Kaspar Lavater: Ueber ihn und seine Schriften, Gräff, Leipzig 1801.
- Biblisch-katechetisches Handbuch für Schullehrer oder vollständiger Unterricht in der christlichen Glaubens- und Sittenlehre nach den Hauptsprüchen der heiligen Schrift in geordneten und erläuternden Fragen an Kinder, 2. Auflage, 2 Bände, 1820–1821.
- Der Schullehrerberuf nach dessen gesammtem Umfang in der Schule und Kirche. Grundlage einer praktischen Amtsvorschrift für Lehrer in Bürger- und Landschulen, auch zur Vorbereitung der Seminaristen. Nebst einer ausgewählten Litteratur für Volksschullehrer. Mäcken, Reutlingen 1826.